# Cohors IIII Raetorum
Die Cohors IIII (oder IV) Raetorum [equitata] (deutsch 4. Kohorte der Räter [teilberitten]) war eine römische Auxiliareinheit. Sie ist durch Militärdiplome, Inschriften und Arrians Werk Ἔκταξις κατὰ Ἀλάνοον belegt.

## Namensbestandteile
- Raetorum: der Räter. Die Soldaten der Kohorte wurden bei Aufstellung der Einheit aus dem Volk der Räter auf dem Gebiet der römischen Provinz Raetia rekrutiert.

- equitata: teilberitten. Die Einheit war ein gemischter Verband aus Infanterie und Kavallerie. Der Zusatz kommt in einer Inschrift[1] vor.

Da es keine Hinweise auf den Namenszusatz milliaria (1000 Mann) gibt, war die Einheit eine Cohors quingenaria equitata. Die Sollstärke der Kohorte lag bei 600 Mann (480 Mann Infanterie und 120 Reiter), bestehend aus 6 Centurien Infanterie mit jeweils 80 Mann sowie 4 Turmae Kavallerie mit jeweils 30 Reitern.

## Geschichte
Die Kohorte war in den Provinzen Moesia superior und Cappadocia (in dieser Reihenfolge) stationiert. Sie ist auf Militärdiplomen für die Jahre 93 bis 115 n. Chr. aufgeführt.
Die Hilfstruppeneinheiten der Räter wurden laut Tacitus zu zwei verschiedenen Zeitpunkten rekrutiert: nach der Eroberung Raetiens um 15 v. Chr. sowie um 70 n. Chr. in Folge des Helvetieraufstands.
Der erste Nachweis in Moesia superior beruht auf einem Diplom, das auf 93 datiert ist. In dem Diplom wird die Kohorte als Teil der Truppen (siehe Römische Streitkräfte in Moesia) aufgeführt, die in der Provinz stationiert waren. Weitere Diplome, die auf 94 bis 115 datiert sind, belegen die Einheit in derselben Provinz. In den Diplomen von 115 wird die Einheit als eine der Kohorten aufgeführt, die aus Moesia für den Partherkrieg Trajans abkommandiert wurden (translatis in expeditione).
Möglicherweise hielt sich die Kohorte im Zuge ihrer Verlegung vorübergehend in Side in der Provinz Lycia et Pamphylia auf. Nach dem Partherkrieg blieb die Einheit in der Provinz Cappadocia. Sie war dann um 135 Teil der Streitkräfte, die Arrian für seinen Feldzug gegen die Alanen (ἔκταξις κατ᾽ Ἀλανῶν) mobilisierte. Arrian erwähnt in seinem Bericht eine Einheit, die er als οἱ τῆς σπείρης τῆς τετάρτης τῶν ῾Ραιτῶν bezeichnet.
Letztmals erwähnt wird die Einheit in der Notitia dignitatum mit der Bezeichnung Cohors quarta Raetorum für den Standort Analiba. Sie war Teil der Truppen, die dem Oberkommando des Dux Armeniae unterstanden.

## Standorte
Standorte der Kohorte waren möglicherweise:
- Analiba: Die Einheit wird in der Notitia dignitatum für diesen Standort aufgeführt.
- Side:[A 1] Eine Inschrift[9] wurde hier gefunden.

## Angehörige der Kohorte
Folgende Angehörige der Kohorte sind bekannt.

### Kommandeure
| - Δαφνης (Daphnes) - Gaius Annius Flavianus, ein Präfekt - Gaius Hosidius Severus, ein Präfekt | - Lucius Baebius Iuncinus, ein Präfekt - M(arcus) Pon[tius] []tius, ein Präfekt (CIL 11, 3101). Er war auch Präfekt der Cohors II Ituraeorum. |

### Sonstige
| - Iunidus, ein Veteran (CIL 13, 1405) | - Μ. Ουλπιος Λογγος (M. Ulpius Longus), ein Centurio (AE 1915.49) |